# Communauté rurale de Coubalan
La Communauté rurale de Coubalan est une communauté rurale du Sénégal située en Casamance, dans le sud du pays, au nord-est de Ziguinchor. 

## Administration
Elle fait partie  de l'arrondissement de Tenghory, du département de Bignona et de la région de Ziguinchor.
Les 13 villages de la communauté rurale sont :
- Boulindieng
- Boureck
- Boutolatte
- Coubalan
- Coubanao
- Dioubour
- Djiguinoume
- Djilacoune
- Fintiock
- Hatioune
- Mandouari
- Niandane
- Tapilane

## Lieux et monuments
Église, mosquées et fétiches

## Histoire
Création d'une université catholique ouest-africaine[réf. nécessaire]

## Personnalités liées à la communauté rurale
- Alaty Sane, Président CR de 2000-2009 ;
- Bacary Denis Sane, Président CR de 2009 à nos jours

## Activité économique
Riziculture, plantation des manguiers, pêche fluviale